# 第18回スーパーボウル
第18回スーパーボウル（だい18かいスーパーボウル、Super Bowl XVIII）は1984年1月22日にフロリダ州タンパのタンパ・スタジアムで行われた18回目のスーパーボウル。NFCチャンピオンであるワシントン・レッドスキンズとAFCチャンピオンであるロサンゼルス・レイダースの対戦。レイダースがレッドスキンズを38-9で破って3年ぶり3度目のスーパーボウル制覇を果たした。MVPはスーパーボウル記録となる191ヤードを走ったレイダースのRBマーカス・アレンが受賞した。
テレビ中継をCBSが担当したこの試合は全米のおよそ7,762万人が視聴している。

## 背景
1981年6月3日のNFLオーナー会議で、開催地がタンパに決定された。タンパでの開催は初めてであり、フロリダ州の都市としてはマイアミに次ぐ開催となった。

### ワシントン・レッドスキンズ
レッドスキンズは第17回スーパーボウルを優勝した前年より素晴らしい成績でレギュラーシーズンを終えた。チームは1978年にレギュラーシーズン16試合制が導入されてから初めて14勝2敗でシーズンを終えたが、敗れた2試合はいずれも1点差での敗戦であった。この年NFL記録の541得点（平均33.8得点）をあげた（1998年のミネソタ・バイキングスがこの記録を更新している。）。ディフェンスはNFL記録となる61個のターンオーバーを奪い、ターンオーバーレシオは+43とNFLトップ、ランディフェンスはNFL1位であった。
QBジョー・サイズマンはパス459回中276回成功（パス成功率60.1%）、3,714ヤードを獲得、29TDに対して11インターセプトであり、QBレイティングはスティーブ・バートコウスキーに次いでNFL2位で、シーズンMVPに選ばれた。WRチャーリー・ブラウンはNFLトップタイとなる78回のキャッチで1,225ヤード、8TD、負傷のため前年のポストシーズンを欠場したアート・モンクは47回のキャッチで746ヤード、5TDをあげた。また前年モンクの穴を埋めたアルビン・ギャレットが25回のキャッチで332ヤードを獲得した。FBのジョン・リギンズはチームトップの1,347ヤードを走り、当時のNFL記録となる24TDをあげた。もう1人のRBジョー・ワシントンは772ヤードを走るとともに、47回のキャッチで454ヤード、合計6TDをあげた。これらはホグスと呼ばれる強力なオフェンスラインに支えられた。キッカーのマーク・モーズリーはNFLトップの161得点をあげた。リギンズも144得点をあげており同一チームの選手が上位2位まで独占することは1951年以来のことであった。
ディフェンスではラン守備でNFLトップの1,289ヤードしか相手に許さなかった。プロボウルDTのデイブ・バッツが11.5サック、1ファンブルリカバー、反対サイドのDEデクスター・マンリーが11サック、1インターセプト、ディフェンスバックのマーク・マーフィーはNFLトップの9インターセプトをあげた。また他のディフェンスバック、バーノン・ディーン、アンソニー・ワシントン、ケン・コフィー、新人ダレル・グリーンは合計で13インターセプトをあげた。

### ロサンゼルス・レイダース
ロサンゼルスに移転して2シーズン目のレイダースはレギュラーシーズンを12勝4敗で終えてAFC西地区で優勝した。QBジム・プランケットはパス379回中230回成功（パス成功率60.7%）、2,935ヤード、20TDの成績をあげた。TEトッド・クリステンセンがNFLトップの92回のキャッチで1,247ヤード、12TDをあげた。WRクリフ・ブランチ、マルコム・バーンウェルは合計74回のキャッチで1,209ヤード、6TDをあげた。しかしオフェンスの最大の武器は2年目のRBマーカス・アレンでチームトップの1,014ヤードを走り、チーム2位の68回のキャッチで、ランレシーブ合計1,604ヤード、12TDをあげた。ケニー・キング、フランク・ホーキンスの2人がランレシーブ合計で1,119ヤード、10TDをあげた。
3-4ディフェンスの守備では、ディフェンスラインのハウィー・ロング、ライル・アルゼイドの2人、LBのロッド・マーティン、マット・ミレンがプロボウルに選ばれた。そしてCBのマイク・ヘインズとレスター・ヘイズはNFLベストのコンビであった。

### プレーオフ
レイダースはプレーオフのピッツバーグ・スティーラーズを38-10、シアトル・シーホークスを30-14で破り4度目のスーパーボウル出場を決めた。プレーオフ2試合でアレンが375ヤードを獲得、3TDをあげた。ディフェンスはAFCのリーディングラッシャー、カート・ワーナーを11回26ヤードの獲得に抑えた。
レッドスキンズはロサンゼルス・ラムズに51-7と圧勝、サンフランシスコ・フォーティナイナーズには残り40秒にマーク・モーズリーが決勝FGを決めて24-21で勝利、2年連続のスーパーボウル出場を決めた。前年同様プレーオフではリギンズが活躍、プレーオフでの100ヤード以上走った連続試合数を6に伸ばし、2試合で242ヤードを走り5TDをあげた。またブラウンは2試合で11回のキャッチ、308ヤードを獲、1TDをあげた。
ディフェンスもこの年NFLトップの1,808ヤードを走り18TDをあげたエリック・ディッカーソンを10回16ヤードに抑え、ナイナーズのウェンデル・タイラーと2試合合計でわずか60ヤードに抑えた。

### 試合前の話題
得点力、ラン守備、NFLトップの14勝2敗の成績、前年のスーパーボウルチャンピオンであることから、レッドスキンズ有利と予想された。なお10月2日の試合では最後の6分で17得点をあげたレッドスキンズが37-35でレイダースを破っていた。

## 試合経過
| \| 開始 \| 開始 \| 開始 \| ボール保持 \| ドライブ \| ドライブ \| TOP \| 結果 \| 得点内容 \| 得点内容 \| 得点内容 \| 得点 \| 得点 \| \| Q \| 時間 \| 地点 \| ボール保持 \| P \| yd \| TOP \| 結果 \| yd \| 得点者 \| PAT \| レッドスキンズ \| レイダース \| \| ------------------------------------------------------------------------------------------------------------------------------- \| ------------------------------------------------------------------------------------------------------------------------------- \| ------------------------------------------------------------------------------------------------------------------------------- \| ------------------------------------------------------------------------------------------------------------------------------- \| ------------------------------------------------------------------------------------------------------------------------------- \| ------------------------------------------------------------------------------------------------------------------------------- \| ------------------------------------------------------------------------------------------------------------------------------- \| ------------------------------------------------------------------------------------------------------------------------------- \| ------------------------------------------------------------------------------------------------------------------------------- \| ------------------------------------------------------------------------------------------------------------------------------- \| ------------------------------------------------------------------------------------------------------------------------------- \| -------------- \| ---------- \| \| 1 \| 15:00 \| 自陣20 \| レイダース \| 5 \| 14 \| 2:58 \| パント \| — \| — \| — \| — \| — \| \| 1 \| 12:02 \| 自陣19 \| レッドスキンズ \| 6 \| 11 \| 1:54 \| パントブロックリターンTD \| \| Jensen \| キック成功 \| 0 \| 7 \| \| 1 \| 10:08 \| 自陣21 \| レッドスキンズ \| 10 \| 52 \| 3:52 \| 44ydフィールドゴール失敗 \| — \| — \| — \| — \| — \| \| 1 \| 6:16 \| 自陣28 \| レイダース \| 7 \| 14 \| 2:45 \| パント \| — \| — \| — \| — \| — \| \| 1 \| 3:31 \| 自陣8 \| レッドスキンズ \| 5 \| 14 \| 2:55 \| パント \| — \| — \| — \| — \| — \| \| 1-2 \| 自陣38 \| 0:36 \| レイダース \| 4 \| 20 \| 2:02 \| パント \| — \| — \| — \| — \| — \| \| 2 \| 13:34 \| 自陣20 \| レッドスキンズ \| 6 \| 4 \| 2:46 \| パント \| — \| — \| — \| — \| — \| \| 2 \| 10:48 \| 自陣35 \| レイダース \| 3 \| 65 \| 1:34 \| タッチダウン（パス） \| 12 \| Branch \| キック成功 \| 0 \| 14 \| \| 2 \| 9:14 \| 自陣20 \| レッドスキンズ \| 12 \| 73 \| 6:09 \| フィールドゴール成功 \| 24 \| モーズリー \| — \| 3 \| 14 \| \| 2 \| 3:05 \| 自陣20 \| レイダース \| 8 \| 41 \| 2:53 \| パント \| — \| — \| — \| — \| — \| \| 2 \| 0:12 \| 自陣12 \| レッドスキンズ \| 1 \| \| 0:07 \| インターセプトリターンTD \| 5 \| Squirek \| キック成功 \| 3 \| 21 \| \| 2 \| 0:05 \| \| レイダース \| \| \| 0:05 \| 前半終了 \| — \| — \| — \| — \| — \| \| 前半終了 \| \| \| \| \| \| \| \| \| \| \| \| \| \| 3 \| 15:00 \| 自陣30 \| レッドスキンズ \| 9 \| 70 \| 4:08 \| タッチダウン（ラン） \| 21 \| Riggins \| キック失敗 \| 9 \| 21 \| \| 3 \| 10:52 \| 自陣30 \| レイダース \| 8 \| 70 \| 3:46 \| タッチダウン（ラン） \| 5 \| アレン \| キック成功 \| 9 \| 28 \| \| 3 \| 7:06 \| 自陣30 \| レッドスキンズ \| 3 \| 1 \| 0:34 \| パント \| — \| — \| — \| — \| — \| \| 3 \| 6:32 \| 自陣28 \| レイダース \| 5 \| 8 \| 1:36 \| パント \| — \| — \| — \| — \| — \| \| 3 \| 4:56 \| 敵陣46 \| レッドスキンズ \| 3 \| 0 \| 1:38 \| パント \| — \| — \| — \| — \| — \| \| 3 \| 3:18 \| 自陣13 \| レイダース \| 4 \| 13 \| 1:31 \| ファンブルロスト \| — \| — \| — \| — \| — \| \| 3 \| 1:47 \| 敵陣35 \| レッドスキンズ \| 4 \| 9 \| 1:35 \| 第4ダウン失敗 \| — \| — \| — \| — \| — \| \| 3 \| 0:12 \| 自陣26 \| レイダース \| 1 \| 74 \| 0:12 \| タッチダウン（ラン） \| 74 \| アレン \| キック成功 \| 9 \| 35 \| \| 4 \| 15:00 \| 自陣24 \| レッドスキンズ \| 4 \| 35 \| 1:42 \| パント \| — \| — \| — \| — \| — \| \| 4 \| 13:18 \| 自陣31 \| レイダース \| 3 \| 9 \| 2:23 \| パント \| — \| — \| — \| — \| — \| \| 4 \| 10:55 \| 自陣16 \| レッドスキンズ \| 6 \| 76 \| 2:04 \| ファンブルロスト \| — \| — \| — \| — \| — \| \| 4 \| 8:51 \| 自陣31 \| レイダース \| 3 \| -1 \| 1:37 \| パント \| — \| — \| — \| — \| — \| \| 4 \| 7:14 \| 自陣17 \| レッドスキンズ \| 3 \| 15 \| 0:55 \| インターセプト \| — \| — \| — \| — \| — \| \| 4 \| 6:19 \| 自陣42 \| レイダース \| 7 \| 55 \| 3:55 \| フィールドゴール成功 \| 21 \| Bahr \| — \| 9 \| 38 \| \| 4 \| 2:24 \| 自陣28 \| レッドスキンズ \| 3 \| -3 \| 1:14 \| パント \| — \| — \| — \| — \| — \| \| 4 \| 1:10 \| 自陣35 \| レイダース \| 2 \| 7 \| 1:10 \| 試合終了 \| — \| — \| — \| — \| — \| \| P=プレー数、TOP=タイム・オブ・ポゼッション、PAT=ポイント・アフター・タッチダウン。 アメリカンフットボールの用語集 (en) も参照。 \| P=プレー数、TOP=タイム・オブ・ポゼッション、PAT=ポイント・アフター・タッチダウン。 アメリカンフットボールの用語集 (en) も参照。 \| P=プレー数、TOP=タイム・オブ・ポゼッション、PAT=ポイント・アフター・タッチダウン。 アメリカンフットボールの用語集 (en) も参照。 \| P=プレー数、TOP=タイム・オブ・ポゼッション、PAT=ポイント・アフター・タッチダウン。 アメリカンフットボールの用語集 (en) も参照。 \| P=プレー数、TOP=タイム・オブ・ポゼッション、PAT=ポイント・アフター・タッチダウン。 アメリカンフットボールの用語集 (en) も参照。 \| P=プレー数、TOP=タイム・オブ・ポゼッション、PAT=ポイント・アフター・タッチダウン。 アメリカンフットボールの用語集 (en) も参照。 \| P=プレー数、TOP=タイム・オブ・ポゼッション、PAT=ポイント・アフター・タッチダウン。 アメリカンフットボールの用語集 (en) も参照。 \| P=プレー数、TOP=タイム・オブ・ポゼッション、PAT=ポイント・アフター・タッチダウン。 アメリカンフットボールの用語集 (en) も参照。 \| P=プレー数、TOP=タイム・オブ・ポゼッション、PAT=ポイント・アフター・タッチダウン。 アメリカンフットボールの用語集 (en) も参照。 \| P=プレー数、TOP=タイム・オブ・ポゼッション、PAT=ポイント・アフター・タッチダウン。 アメリカンフットボールの用語集 (en) も参照。 \| P=プレー数、TOP=タイム・オブ・ポゼッション、PAT=ポイント・アフター・タッチダウン。 アメリカンフットボールの用語集 (en) も参照。 \| 9 \| 38 \| | | | | | | | | | | |                |            |
| 開始 | 開始 | 開始 | ボール保持 | ドライブ | ドライブ | TOP | 結果 | 得点内容 | 得点内容 | 得点内容 | 得点           | 得点       |
| Q | 時間 | 地点 | ボール保持 | P | yd | TOP | 結果 | yd | 得点者 | PAT | レッドスキンズ | レイダース |
| 1 | 15:00 | 自陣20 | レイダース | 5 | 14 | 2:58 | パント | — | — | — | —              | —          |
| 1 | 12:02 | 自陣19 | レッドスキンズ | 6 | 11 | 1:54 | パントブロックリターンTD | | Jensen | キック成功 | 0              | 7          |
| 1 | 10:08 | 自陣21 | レッドスキンズ | 10 | 52 | 3:52 | 44ydフィールドゴール失敗 | — | — | — | —              | —          |
| 1 | 6:16 | 自陣28 | レイダース | 7 | 14 | 2:45 | パント | — | — | — | —              | —          |
| 1 | 3:31 | 自陣8 | レッドスキンズ | 5 | 14 | 2:55 | パント | — | — | — | —              | —          |
| 1-2 | 自陣38 | 0:36 | レイダース | 4 | 20 | 2:02 | パント | — | — | — | —              | —          |
| 2 | 13:34 | 自陣20 | レッドスキンズ | 6 | 4 | 2:46 | パント | — | — | — | —              | —          |
| 2 | 10:48 | 自陣35 | レイダース | 3 | 65 | 1:34 | タッチダウン（パス） | 12 | Branch | キック成功 | 0              | 14         |
| 2 | 9:14 | 自陣20 | レッドスキンズ | 12 | 73 | 6:09 | フィールドゴール成功 | 24 | モーズリー | — | 3              | 14         |
| 2 | 3:05 | 自陣20 | レイダース | 8 | 41 | 2:53 | パント | — | — | — | —              | —          |
| 2 | 0:12 | 自陣12 | レッドスキンズ | 1 | | 0:07 | インターセプトリターンTD | 5 | Squirek | キック成功 | 3              | 21         |
| 2 | 0:05 | | レイダース | | | 0:05 | 前半終了 | — | — | — | —              | —          |
| 前半終了 | | | | | | | | | | |                |            |
| 3 | 15:00 | 自陣30 | レッドスキンズ | 9 | 70 | 4:08 | タッチダウン（ラン） | 21 | Riggins | キック失敗 | 9              | 21         |
| 3 | 10:52 | 自陣30 | レイダース | 8 | 70 | 3:46 | タッチダウン（ラン） | 5 | アレン | キック成功 | 9              | 28         |
| 3 | 7:06 | 自陣30 | レッドスキンズ | 3 | 1 | 0:34 | パント | — | — | — | —              | —          |
| 3 | 6:32 | 自陣28 | レイダース | 5 | 8 | 1:36 | パント | — | — | — | —              | —          |
| 3 | 4:56 | 敵陣46 | レッドスキンズ | 3 | 0 | 1:38 | パント | — | — | — | —              | —          |
| 3 | 3:18 | 自陣13 | レイダース | 4 | 13 | 1:31 | ファンブルロスト | — | — | — | —              | —          |
| 3 | 1:47 | 敵陣35 | レッドスキンズ | 4 | 9 | 1:35 | 第4ダウン失敗 | — | — | — | —              | —          |
| 3 | 0:12 | 自陣26 | レイダース | 1 | 74 | 0:12 | タッチダウン（ラン） | 74 | アレン | キック成功 | 9              | 35         |
| 4 | 15:00 | 自陣24 | レッドスキンズ | 4 | 35 | 1:42 | パント | — | — | — | —              | —          |
| 4 | 13:18 | 自陣31 | レイダース | 3 | 9 | 2:23 | パント | — | — | — | —              | —          |
| 4 | 10:55 | 自陣16 | レッドスキンズ | 6 | 76 | 2:04 | ファンブルロスト | — | — | — | —              | —          |
| 4 | 8:51 | 自陣31 | レイダース | 3 | -1 | 1:37 | パント | — | — | — | —              | —          |
| 4 | 7:14 | 自陣17 | レッドスキンズ | 3 | 15 | 0:55 | インターセプト | — | — | — | —              | —          |
| 4 | 6:19 | 自陣42 | レイダース | 7 | 55 | 3:55 | フィールドゴール成功 | 21 | Bahr | — | 9              | 38         |
| 4 | 2:24 | 自陣28 | レッドスキンズ | 3 | -3 | 1:14 | パント | — | — | — | —              | —          |
| 4 | 1:10 | 自陣35 | レイダース | 2 | 7 | 1:10 | 試合終了 | — | — | — | —              | —          |
| P=プレー数、TOP=タイム・オブ・ポゼッション、PAT=ポイント・アフター・タッチダウン。 アメリカンフットボールの用語集 (en) も参照。 | P=プレー数、TOP=タイム・オブ・ポゼッション、PAT=ポイント・アフター・タッチダウン。 アメリカンフットボールの用語集 (en) も参照。 | P=プレー数、TOP=タイム・オブ・ポゼッション、PAT=ポイント・アフター・タッチダウン。 アメリカンフットボールの用語集 (en) も参照。 | P=プレー数、TOP=タイム・オブ・ポゼッション、PAT=ポイント・アフター・タッチダウン。 アメリカンフットボールの用語集 (en) も参照。 | P=プレー数、TOP=タイム・オブ・ポゼッション、PAT=ポイント・アフター・タッチダウン。 アメリカンフットボールの用語集 (en) も参照。 | P=プレー数、TOP=タイム・オブ・ポゼッション、PAT=ポイント・アフター・タッチダウン。 アメリカンフットボールの用語集 (en) も参照。 | P=プレー数、TOP=タイム・オブ・ポゼッション、PAT=ポイント・アフター・タッチダウン。 アメリカンフットボールの用語集 (en) も参照。 | P=プレー数、TOP=タイム・オブ・ポゼッション、PAT=ポイント・アフター・タッチダウン。 アメリカンフットボールの用語集 (en) も参照。 | P=プレー数、TOP=タイム・オブ・ポゼッション、PAT=ポイント・アフター・タッチダウン。 アメリカンフットボールの用語集 (en) も参照。 | P=プレー数、TOP=タイム・オブ・ポゼッション、PAT=ポイント・アフター・タッチダウン。 アメリカンフットボールの用語集 (en) も参照。 | P=プレー数、TOP=タイム・オブ・ポゼッション、PAT=ポイント・アフター・タッチダウン。 アメリカンフットボールの用語集 (en) も参照。 | 9              | 38         |

レイダースの最初の攻撃はファーストダウンを1回更新しただけで、パントとなった。またレッドスキンズも同じくファーストダウンを1回更新したところでパントとなった。そのプレーで普段は左サイドに位置するレスター・ヘイズが右側にシフトし、レッドスキンズを混乱させることを狙った。そしてレッドスキンズのPジェフ・ヘイズのパントをデリック・ジェンセンがブロック、エンドゾーン内でリカバーして先制TDをあげて7-0とリードした。レッドスキンズがパントブロックされたのは3シーズンぶりのことであった。レッドスキンズのパントをレイダースのリターナーテッド・ワッツがこぼし、グレッグ・ウィリアムズがレイダース陣42ヤードでリカバーした。レッドスキンズはこの攻撃を27ヤードまで進めたが、マーク・モーズリーは44ヤードのFGを失敗した。
第2Q初め、ジム・プランケットがダブルカバーされていたクリフ・ブランチへ50ヤードのパスを通し敵陣15ヤードまでボールを進めた。2プレー後、ブランチはマークについているアンソニー・ワシントンにアウトサイドへのパスプレーと思わせた後、中央にカットし12ヤードのTDパスをキャッチ、レイダースは14-0とリードを拡げた。続くレッドスキンズの攻撃ではアルビン・ギャレットへの17ヤードのパス、クリント・ディディアーへの50ヤードのパスなど、12プレーで73ヤードを前進し敵陣7ヤードまで前進したが、第3ダウンのパスプレーをロッド・マーティンが阻止し、マーク・モーズリーが24ヤードのFGを決めて14-3となった。レイダースが敵陣39ヤードからレイ・ガイのパントで前半残り12秒で、レッドスキンズに自陣12ヤードからの攻撃を強いた。ここでジョー・ギブスヘッドコーチは、「ロケットスクリーン」と呼んでいるスクリーンパスをコールしたが、レギュラーシーズンの第5週の直接対決の際、このプレーがジョー・ワシントンへの67ヤードのゲインとなったことから、このプレーを読んでいたチャーリー・サムナーLBコーチにフィールドへ送り出されたジャック・スクワレックがインターセプトリターンTDをあげて、21-3とレイダースがリードしてハーフタイムを迎えた。
レッドスキンズは第3Q最初のドライブで9プレー70ヤード、最後はジョン・リギンズの1ヤードTDランでTDをあげた。しかしトライフォーポイントは、ドン・ハッセルベックがブロックし21-9となった。2TDで逆転可能な点差となったが、これ以降レイダースが試合を支配した。ダレル・グリーンがマルコム・バーンウェルをカバーしようとして、パスインターフェアランスの反則で38ヤードの罰退となり、7プレー後にマーカス・アレンが5ヤードを走って28-9となった。レッドスキンズはアンソニー・ワシントンがブランチにファンブルさせ、これをリカバー、敵陣35ヤードから攻撃権を得た。3プレーで9ヤードを前進した後、第4ダウン残り1ヤードで前年マイアミ・ドルフィンズとの試合と同様、リギンズにプレーを託した。しかしロッド・マーティンがこのプレーを阻止、ギャンブルは失敗に終わった。続くプレーでプランケットからボールを受けたアレンは最初デザインどおりに左サイドに向けて走ったが、穴が見つからなかったためカットバックして、中央をつき、そのまま74ヤードを独走TD、35-9とレイダースがリードを広げた。74ヤードのTDランはスーパーボウル記録となった。
第4Qにレイダースはサイズマンに3サック、1ファンブルフォース、1インターセプトと活躍させず、アレンの39ヤードランなどから最後、クリス・バーの21ヤードのFGで38-9とした。試合はそのまま38-9で終了、レイダースが3年ぶり3回目の優勝を果たした。
プランケットはパス25回中16回成功、172ヤード、1TD。サイズマンは243ヤードを投げたがパス35回中16回成功、2インターセプトに終わり、6サックを浴びた。ブランチが6回のキャッチで94ヤード、1TD、レイ・ガイは7回のパントで299ヤード（平均42.7ヤード）、ネットで244ヤード（平均34.8ヤード）を挽回した。ロッド・マーティンは1サック、1パスブロック、1ファンブルリカバーをしている。リギンズはレッドスキンズトップの64ヤードを走り1TD、チャーリー・ブラウンは3回のキャッチで93ヤード、タイトエンドのクリント・ディディアーは5回のキャッチで65ヤード、ギャレットはキックオフリターンで合計100ヤード、1回のキャッチで17ヤードを稼いだ。
試合終了後、レッドスキンズのGMボビー・ベサードはレスター・ヘイズとマイク・ヘインズの存在が大きかったと語った。「2人のシャットダウンコーナーバックの存在でゲームプランを変更することを余儀なくされた。ヘイズは1タックルだが左サイドを効果的にカバーしていた。そのためサイズマンは左サイドにパスを投げることが困難であったと語っている。」この試合で2人のコンビはレッドスキンズにパッシングゲームをさせず、またLBにはジョン・リギンズをストップさせることに集中させている。
レイダースがあげた38得点は第1回スーパーボウルにおけるグリーンベイ・パッカーズの35点を更新するスーパーボウル記録となった。また29点差も新記録であった。

## テレビとエンターテインメント
CBSにより全米中継がされた。実況はパット・サマロール、解説はジョン・マッデンが務めた。カナダではCTVテレビジョンネットワーク、イギリスではチャンネル4で放送された。試合前には前年10月に亡くなったジョージ・ハラスに敬意を表しフロリダ大学、フロリダ州立大学のマーチングバンドによる演奏と黙祷が行われた。アメリカ国歌斉唱はバリー・マニロウが行った。コイントスはプロフットボール殿堂入りしているブロンコ・ナグルスキーが務めた。
ハーフタイムショーはフロリダ大学とフロリダ州立大学のマーチングバンドが担当した。
ハーフタイム後の最初のコマーシャルブレークであるサードクォータータイムの初めに、Apple Computerが新発売するパソコン「Macintosh」の広告である『1984』が放送され、大きな反響を呼び Macintosh の知名度が上昇した。この時の視聴者は9,000万人以上と推定されている。このコマーシャルの成功は、スーパーボウル放送時のコマーシャルへの世間の関心を高め、スーパーボウルの広告枠の価格上昇に拍車をかけた。

## スターティングラインアップ
| ワシントン・レッドスキンズ                | ポジション | ロサンゼルス・レイダース                |
| ----------------------------------------- | ---------- | --------------------------------------- |
| オフェンス                                |            |                                         |
| アート・モンク Art Monk                   | WR         | クリフ・ブランチ Cliff Branch           |
| ジョー・ジャコビー Joe Jacoby             | LT         | ブルース・デービス Bruce Davis          |
| ラス・グリム Rus Grimm                    | LG         | チャーリー・ハナ Charley Hannah         |
| ジェフ・ボスティック Jeff Bostic          | C          | デイブ・ダルビー Dave Dalby             |
| マーク・メイ Mark May                     | RG         | ミッキー・マービン Mickey Marvin        |
| ジョージ・スターク George Starke          | RT         | ヘンリー・ローレンス Henry Lawrence     |
| ドン・ウォレン Don Warren                 | TE         | トッド・クリステンセン Todd Christensen |
| チャーリー・ブラウン Charlie Brown        | WR         | マルコム・バーンウェル Malcolm Barnwell |
| ジョー・サイズマン Joe Theismann          | QB         | ジム・プランケット Jim Plunkett         |
| ジョン・リギンズ John Riggins             | RB         | ケニー・キング Kenny King               |
| リック・ウォーカー Rick Walker            | TE-RB      | マーカス・アレン Marcus Allen           |
| ディフェンス                              |            |                                         |
| トッド・リーベンスタイン Todd Liebenstein | LE         | ハウィー・ロング Howie Long             |
| デイブ・バッツ Dave Butz                  | LDT-NT     | レジー・キンロー Reggie Kinlaw          |
| ダリル・グラント Darryl Grant             | RDT-RE     | ライル・アルゼイド Lyle Alzado          |
| デクスター・マンリー Dexter Manley        | RDE-LOLB   | テッド・ヘンドリクス Ted Hendricks      |
| メル・カウフマン Mel Kaufman              | LOLB-LILB  | マット・ミレン Matt Millen              |
| ニール・オルケウィック Neal Olkewicz      | MLB-RILB   | ボブ・ネルソン Bob Nelson               |
| リッチ・ミロット Rich Milot               | ROLB       | ロッド・マーティン Rod Martin           |
| アンソニー・ワシントン Anthony Washington | LCB        | レスター・ヘイズ Lester Hayes           |
| ダレル・グリーン Darrell Green            | RCB        | マイク・ヘインズ Mike Haynes            |
| ケン・コフィ Ken Coffey                   | SS         | マイク・デービス Mike Davis             |
| マーク・マーフィー Mark Murphy            | FS         | ヴァン・マッケロイ Vann McElroy         |
| スペシャルチーム                          |            |                                         |
| マーク・モーズリー Mark Moseley           | K          | クリス・バー Chris Bahr                 |
| ジェフ・ヘイズ Jeff Hayes                 | P          | レイ・ガイ Ray Guy                      |
| ヘッドコーチ                              |            |                                         |
| ジョー・ギブス Joe Gibbs                  |            | トム・フローレス Tom Flores             |